# Літературна Україна
«Літературна Україна» (с укр. — «Литературная Украина») ― еженедельная газета писателей Украины; первая литературная газета на украинском языке. Орган правления Национального союза писателей Украины.

## История издания
Начала выходить в Киеве 21 марта 1927 года под названием «Літературна газета» как орган Всеукраинского союза пролетарских писателей, учреждённого в конце 1926 года. Явилась первой в СССР газетой, посвящённой литературному процессу.
С 1930 по 1934 год издавалась в тогдашней столице Украины ― Харькове, затем (до 1941 года) — в Киеве. Во время Великой Отечественной войны выходила под названием «Література і мистецтво» («Литература и искусство») в Луганске, Уфе, Москве, Харькове, с 1944 года ― в Киеве. С апреля 1945 издавалась под прежним названием «Літературна газета» в качестве официального органа Союза советских писателей Украины. С февраля 1962 года носит название «Літературна Україна».
16 апреля 1977 года газета была награждена орденом Дружбы народов.
В настоящее время выходит раз в неделю. Публикует материалы о творчестве украинских писателей, отзывы и рецензии на книги, критические статьи. Выступает с публицистическими статьями и очерками.

## Редакторы
В разные годы редакторами газеты были Иван Ле, Павел Усенко, Иван Кочерга, Л. Новиченко, Николай Шамота, Антон Хижняк, Д. Цмокаленко, Павел Загребельный, И. Зуб, Анатолий Хорунжий, Пётр Перебийнос, Б. Рогоза, В. Плющ, С. Козак, В. М. Виноградский.

## Местонахождение редакции
Вначале редакция газеты размещалась на улице Архитектора Городецкого, затем — на улицах Богдана Хмельницкого, Ярославов Вал; после освобождения Киева от нацистских оккупантов — на улицах Владимирской, Ярославов Вал, Банковой, бульваре Леси Украинки, улице Суворова.

## Награды
- Орден Дружбы народов (1977)
- Премия фонда Антоновичей (1992)
- В 2012 году «Литературную Украину» внесли в Книгу рекордов Украины как «старейшую украинскую литературную газету на украинском языке».